# The Urethra Chronicles II: Harder Faster Faster Harder
The Urethra Chronicles II: Harder Faster Faster Harder è un documentario sulla pop punk band dei blink-182 girato tra il 2000 e il 2001 ovvero prima e dopo l'uscita di Take Off Your Pants and Jacket. Il DVD è stato pubblicato dalla MCA Records il 7 maggio 2002, e contiene video musicali, filmati bonus, la realizzazione dei video ufficiali, le biografie della band, bonus e altri contenuti. Esso include anche una breve panoramica sui tre membri della band, immagini del backstage tratte durante la ripresa di tutti e tre video musicali dell'album (The Rock Show, First Date e Stay Together for the Kids), la versione originale del video di Stay Together for the Kids.